# 구상문학상
구상문학상은 연작시 ‘초토의 시’를 쓴 시인 겸 언론인이었던 구상 시인의 문학적 업적을 기리고 재능 있는 문인을 발굴하기 위한 문예전으로 2009년부터 영등포구청이 구상선생기념사업회(회장 유자효)와 공동으로 주관하는 문학상이다. 상금은 구상문학상 5천만원, 단편소설에 시상하는 젊은작가상 1천만원이다.

## 역대 수상 작품
- 2009년 1회 김형영 <나무 안에서>[1]
- 2010년 2회 유안진 <거짓말로 참말하기>
- 2011년 3회 황동규 <겨울밤 0시5분>
- 2012년 4회 홍윤숙 <그 소식>
- 2013년 5회 30년 이상 된 중견 이상 시인들의 작품을 심사숙고한 결과 호남 토속어를 통해 개성 있는 시어로 남도 정서를 표현한 송 시인의 작품이 많은 공감대를 형성한 송수권 <퉁>[2]
- 2014년 6회 시의 이 위기의 시대에 시 본연의 정신과 형태와 기능에 대해 깊은 성찰을 이룰 수 있도록 해준 정희성 <그리운 나무>[3]
- 2015년 7회 강은교 <바리연가집>
- 2016년 8회 정양 <헛디디며 헛짚으며>
- 2017년 9회 우리 전통 가락 속에 현대인의 정서를 잘 담아내고 있으며 고도의 지적 긴장 속에 삶의 깊이와 무게를 투영하는 울림을 주는 이일향 <노래는 태워도 재가 되지 않는다>[4]
- 2018년 10월 미학적 규범에 얽매이지 않고 자신이 만난 고통받는 사람들의 이야기를 날것으로 전달하면서 시인의 진지한 성찰, 정직한 연민과 깊은 사색을 독창적이면서도 친근한 화법으로 그려낸 김해자 시인의 시집 <해자네 점집>[5]

## 구상 시문학상
- 2018년 1회 오은[6]

## 젊은 작가상
- 2010년 2회 김주앙 <파파 향기, 술 향기>
- 2011년 3회 최옥정 <위험중독자들>
- 2012년 4회 김민정 <안젤라가 있던 자리>
- 2013년 5회 박혜지 <처형>
- 2014년 6회 양동혁 <무적여포>
- 2015년 7회 천명관 <퇴근>
- 2016년 8회 김애란 <어디로 가고 싶으신가요?
- 2017년 9회 사랑과 이별에 얽힌 감정과 혼란으로 보냈던 과거를 시적 문체로 그려낸 최은영 단편소설 <그 여름>
- 2018년 10회 강화길 소설가의 <서우>

## 신인상
- 2009년 1회 정진혁 <간잽이>외 49편